# 余玉賢
余玉賢（1934年10月16日—1993年6月20日），台灣新竹縣關西鎮人，國立中興大學農業經濟研究所碩士，美國普渡大學農學博士，曾任行政院農業委員會主任委員、台灣省政府農林廳廳長、國立嘉義農業專科學校校長、第二十九屆中華民國十大傑出青年評審等職，博研農學，一生為發展農業、建設農村、照顧農民奉獻心力。他一向主張合理保護農業、統一農業事權、提高農民所得、建立農民信心。與警政署副署長余玉堂為堂兄弟。